# 앨런 굿리치 커크
앨런 굿리치 커크(영어: Alan Goodrich Kirk, 1888년 10월 30일 – 1963년 10월 15일)는 제2차 세계 대전 동안 미국 해군 제독으로서 가장 주목할 만한 업적은 오버로드 작전 당시 최고 해군 지휘관으로 복무한 것이다. 전쟁이 끝난 후 그는 외교관 경력을 시작하여 벨기에, 소련, 대만 주재 미국 대사를 역임했다.

## 생애
커크는 1909년 졸업한 미국 해군사관학교 출신이다. 그의 동기에는 제시 B. 올덴도르프, 올라프 M. 허스트벨트, 시어도어 S. 윌킨슨이 포함되었다. 커크는 제1차 세계 대전과 제2차 세계 대전 동안 미국 해군에서 복무했다. 전쟁 중 커크는 1939년부터 1941년까지 런던에서 미국 해군 무관으로 근무했다. 1941년 3월부터는 해군 정보국장으로 임명되었으나, 리치먼드 터너 소장의 방해와 반대로 인해 런던에서 본 영국 해군 작전정보센터와 같은 효과적인 기관으로 발전시키지 못했다. 결국 그는 대서양 구축함 함대로 전출을 요청했다.
1942년과 1943년에는 지중해에서 상륙 작전 사령관으로 복무했으며, 시칠리아와 이탈리아 침공에 참여했다. 또한, 1944년 6월 6일 오버로드 작전 당시 중순양함 USS 오거스타에 승선해 최고 미국 해군 지휘관으로서 임무를 수행했으며, 1944년과 1945년에는 프랑스 주둔 미국 해군 사령관을 역임했다. 그는 1946년 해군 대장으로 퇴역했다. 제2차 세계 대전 중의 공로로 프랑스 임시정부로부터 레지옹 도뇌르 훈장을 수여받았다.
미국 해군에서 퇴역한 후, 커크는 외교관 경력을 시작하여 여러 미국 대사관에서 근무했다. 처음으로는 벨기에 주재 미국 대사/룩셈부르크 공사(브뤼셀 거주)로 1946년부터 1949년까지 근무했다. 그 후 1949년 7월 4일부터 1951년 10월 6일까지 소련 주재 미국 대사로 근무했으며, 마지막으로 1962년 6월 7일부터 1963년 1월 16일까지 대만 주재 미국 대사로 근무했다. 그는 6.25 전쟁 초기 소련 주재 미국 대사로서 이 갈등이 제3차 세계 대전으로 확대될 수 있다는 우려를 표명했으며, 이를 스페인 내전과 제2차 세계 대전을 촉발했다고 믿는 소련-일본 국경 분쟁과 같은 1930년대의 대리 전쟁에 비유했다.
1952년 2월, 커크는 러시아 인민 해방 미국 위원회의 두 번째 회장으로 취임했다. 전 소련 주재 미국 대사로서 그는 뉴욕시와 뮌헨에서 이주민을 모집했으며, 이 그룹은 나중에 자유 라디오의 핵심 직원이 되었다. 취임 후 1년이 채 되지 않아 건강 악화로 사임할 수밖에 없었다. 또한 1952년에는 정부 심리 작전을 계획하고 조정하는 심리 전략 위원회의 이사로 잠시 근무했다.